# Netzwerk Selbsthilfe
Netzwerk Selbsthilfe ist eine 1978 gegründete Initiative für politische und ökonomische Selbsthilfe. Er vernetzt, berät und unterstützt finanziell politische, soziale und kulturelle Initiativen sowie Betriebsgründungen. Netzwerk war in der Gründung personell und im Blick auf seinen Mitglieder- und Unterstützerkreis ein Projekt der 68er-Bewegung.
Mit der Gründung eines eigenen Sanierungsträgers Netzbau zusammen mit der Evangelischen Kirche Berlin im April 1982, gelang es Netzwerk als Vermittler zwischen Berliner Senat und den Hausbesetzern eine Organisation zu schaffen, die zwar im Dezember des Jahres infolge willkürlich erscheinender Häuserräumungen des Innensenators Lummer wieder aufgelöst wurde, doch – organisatorisch nun von Netzwerk getrennt und auf erweiterter Basis – zur Neugründung des alternativen Sanierungsträgers Stattbau im März 1983 führte. Diesem gelang es, zahlreiche der in den vorangegangenen Jahren besetzten Häuser zu sanieren und zu legalisieren.
Der Netzwerk-Geschäftsführer Gert Behrens übernahm 1983 die Geschäftsführung von Stattbau, auf ihn folgte bei Netzwerk Peter Finger, der „das Netzwerk raus aus der ‚Nischenpolitik‘, mehr hin zu Projekten der Arbeiterselbstverwaltung befördern (will).“
Netzwerk behielt bis heute seine grundsätzlichen Vergabekriterien bei.

## Geschichte
In der Folge des Streiks der Studierenden in West-Berlin 1976/77, der gegen Berufsverbote an den Universitäten und Schulen motiviert war und aktiv geführt wurde, kam es nach dem Abklingen zur Gründung zahlreicher Projektgruppen in den Stadtteilen. Bereits im Januar 1978 trafen bei einer mehrtägigen Versammlung bundesweit aktiver, „alternativer“ Gruppen zum „Treffen in Tunix“ in der Technischen Universität Berlin 15.000 Teilnehmer zusammen. Viele der Projekte hatten Geldprobleme und so wurde auch die Erschließung alternativer Finanzierungsmöglichkeiten erwogen.

### Gründung
Ein Arbeitskreis, der sich zum Aufbau einer Art finanzieller ‚Versicherung‘ von Betroffenen der Berufsverbote im öffentlichen Dienst gebildet hatte, erkannte die weit umfassendere Situation und erstellte ein Konzept zu einem „Selbsthilfenetzwerk für Betroffene auf der Basis der Prinzipien Subsidiarität (Hilfe zur Selbsthilfe), Selbstverwaltung und genossenschaftlichen Arbeitsweise“.
Gegründet wurde Netzwerk Selbsthilfe am 23. November 1978 im Audimax der Technischen Universität Berlin.
Seitdem wird von Netzwerk das Ziel verfolgt, Gruppen, Initiativen und Vereine bei Fragen der Existenz- oder Vereinsgründung, bei Veranstaltungsplanung und bei der Finanzierung von Projektideen finanziell und beratend zu unterstützen. Ein wichtiger Aspekt war die Förderung von Gegenöffentlichkeit.
Diese Projekte erhielten dann auf Antrag und nach Prüfung des Vorhabens zinslose Darlehen und nicht rückzahlbare Zuschüsse. Im Jahre 1979 verzeichnete Netzwerk circa 4.000 Mitglieder. Zu den Gründungsmitgliedern zählten Prominente 68'er wie Rudi Dutschke, Otto Schily, Hans Magnus Enzensberger und Günter Wallraff.

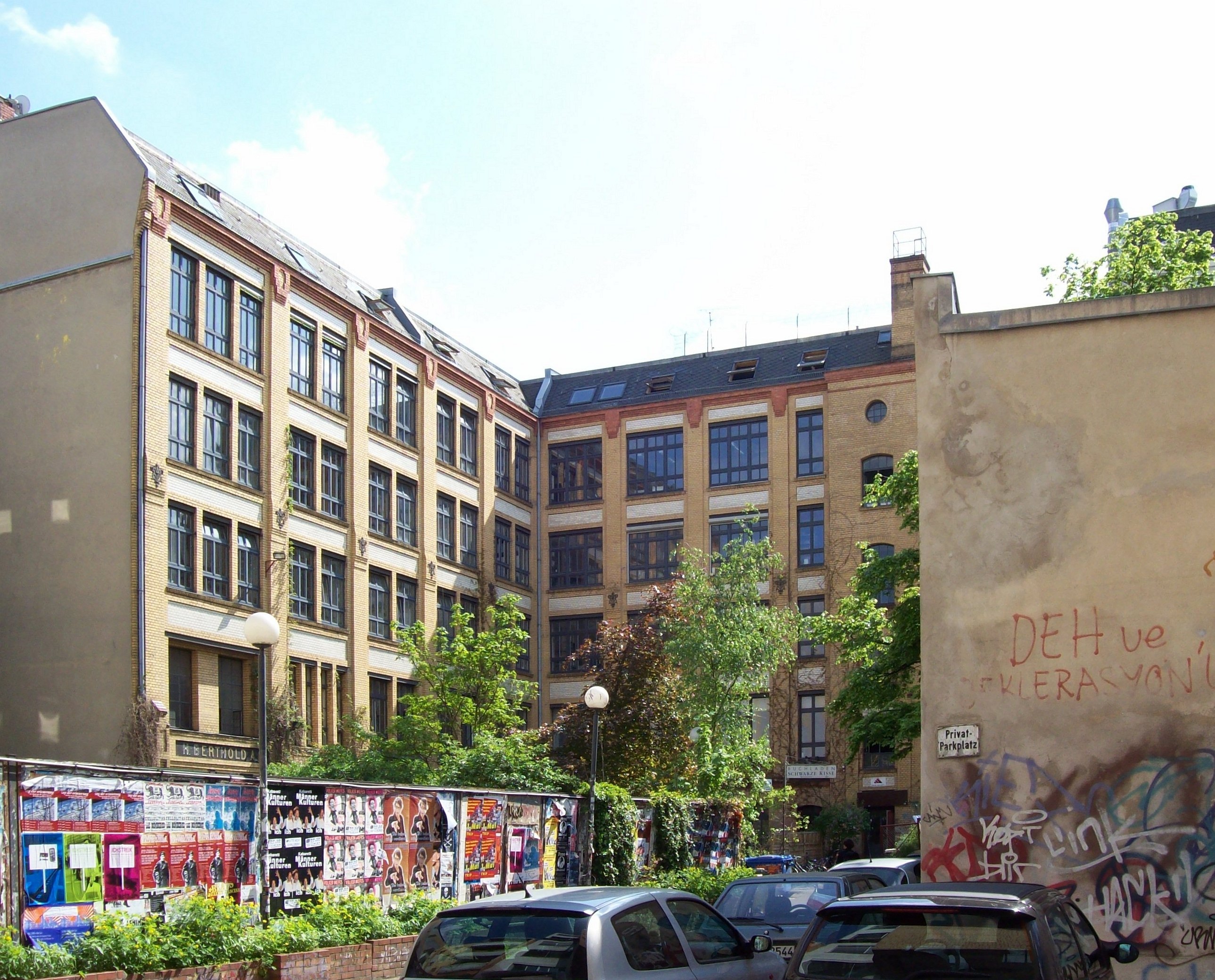
Der Mehringhof (erster Hof), 2008

### Projekte der 1980er Jahre
„Zahlreiche, inzwischen etablierte Projekte wären ohne die Förderung durch Netzwerk nicht möglich gewesen. Mit einer Anschubfinanzierung wurde 1980 der erste Redaktionscomputer der tageszeitung (taz) vorfinanziert. Netzwerk half bereits 1979 der Berliner Kabarett Anstalt (BKA) und der ufaFabrik (internationales Kultur- und Veranstaltungszentrum auf den ehemaligen UfA-Filmstudios in Berlin-Tempelhof) bei ihren Anfangsschwierigkeiten. 1980 bezog Netzwerk mit sechs anderen Projekten den ehemaligen Firmenstammsitz der Berthold AG in Kreuzberg und gründete mit ihnen die Mehringhof GmbH.“
Zu einem Konflikt kam es nach der Forderung von 10 feministischen Projekten und der Frauenzeitschrift Courage, dass ein Drittel des Netzwerk-Etats selbständig von einem autonomen Frauenbeirat an Frauenprojekte vergeben werden solle. Dagegen wandten sich diejenigen, die einer reinen Sachorientierung den Vorzug geben wollten. Bei einer Urabstimmung 1981 wurde ein autonomer Frauenbeirat mit 1115 zu 635 Stimmen abgelehnt. Daraufhin verließen zahlreiche Frauen das Netzwerk und gründeten das Frauennetzwerk „Goldrausch“.

### Gründung von Stattbau
Eine entscheidende Rolle fiel Netzwerk in den Auseinandersetzungen der 1980er Jahre im Kampf gegen die Flächensanierung in West-Berlin bei der Sicherung und Legalisierung besetzter Häuser zu.
Hintergrund

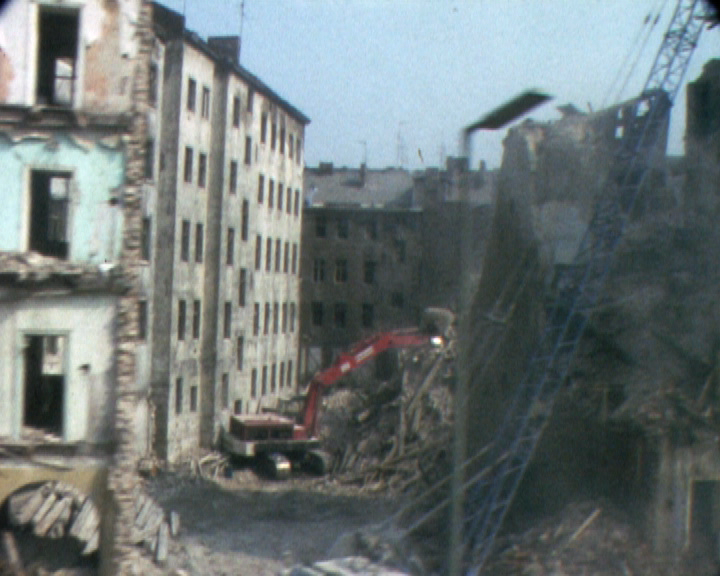
Flächensanierung: Abriss des Block 104 in Kreuzberg 1980

Unter den zahllosen Aktivitäten und Zielrichtungen der Jugendgeneration ‚nach den 68ern‘, die sich seit Ende der 1970er Jahre als „Alternativbewegung“ auch in Westdeutschland verbreitete, kam 1980 der Widerstand gegen die Flächensanierung in West-Berlin hinzu, in der durch den Abriss ganzer Altbau-„Blöcke“ Stadtviertel in Neubau-Zonen verwandelt wurden. Da die Altbauten nicht schlagartig „mieterfrei“ gemacht werden konnten, standen zuerst ganze Areale von durch Bautrupps teils stark zerstörter Häuser leer. 1980 erfolgten erste Hausbesetzungen in Kreuzberg und die auch von der Bevölkerung unterstützte „Instandbesetzer-Bewegung“ hatte Mitte 1981 über 160 Häuser vereinnahmt. Da unter Architekten und Stadtplanern intensiv an einem neuen Stadtsanierungskonzept – der Behutsamen Stadterneuerung – gearbeitet wurde, erfasste der politische Widerstand auch viele Sympathisanten in Institutionen, Organisationen und selbst Behörden. Die Methoden der Flächensanierung waren schon bald gestoppt, doch unter Führung des Berliner Innensenators Heinrich Lummer wurden zahlreiche Häuser mit der Folge von Straßenkämpfen geräumt. Monatelang herrschten ‚bürgerkriegsähnliche Zustände‘ in der Innenstadt und nach einer groß angelegten Räumungsaktion am 22. September 1981 kam der Hausbesetzer Klaus-Jürgen Rattay ums Leben.
Das Ereignis wirkte als Schock auf allen Seiten und es kam zu einer vom Oberbürgermeister Richard von Weizsäcker angeregten Initiative zur Verständigung, die von der Evangelischen Kirche in West-Berlin unter Leitung von Bischof Martin Kruse 1982 erfolgreich in Gesprächskreise überführt wurde.
Vorläufer „Netzbau“

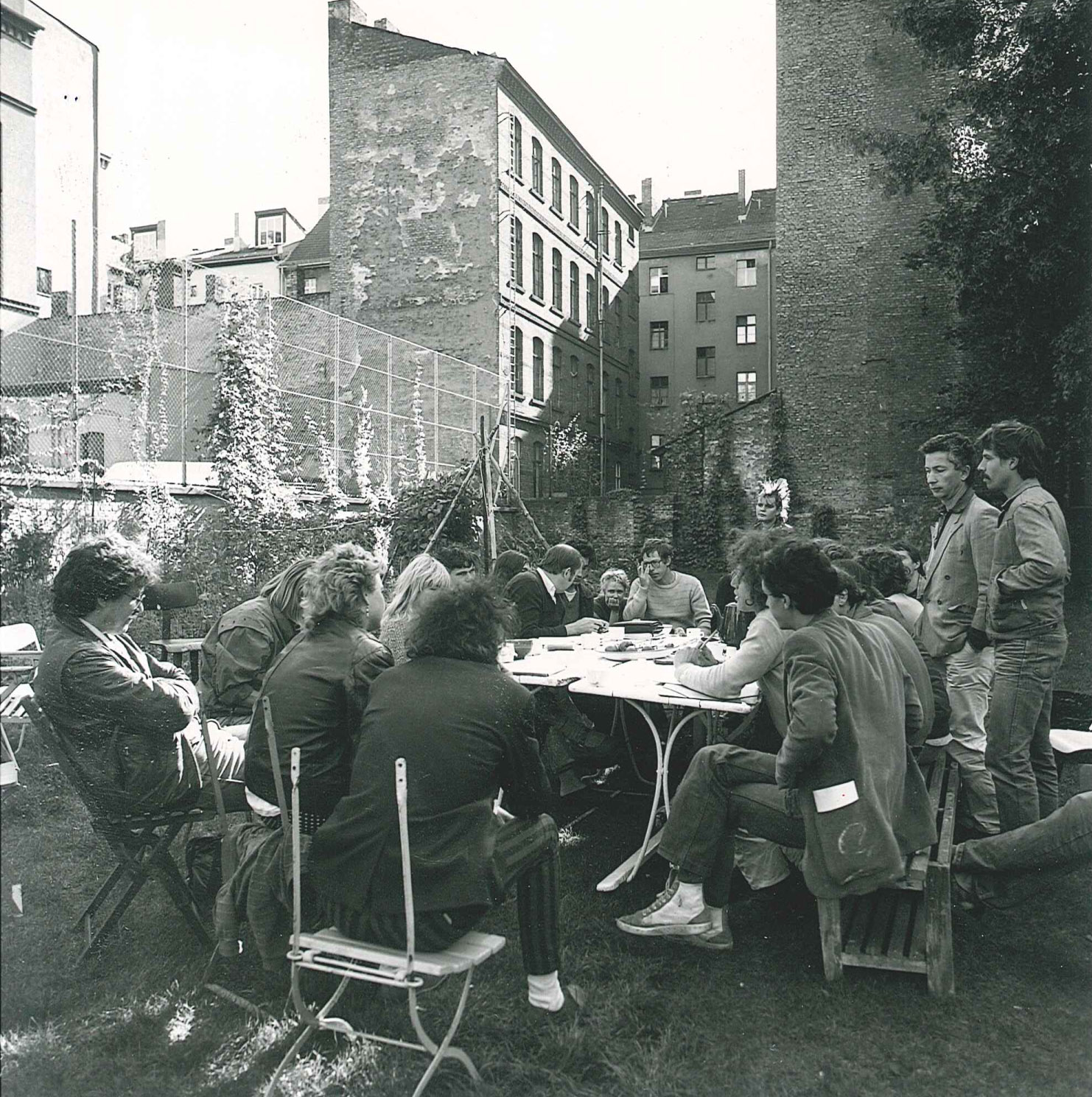
Treffen des Aufsichtsrats von Stattbau 1983

Von Beginn an übernahm Netzwerk dabei eine führende Rolle als Vermittler und verfolgte den vom Kirchenbeauftragten und Synodalen Rainer Papenfuß vorgeschlagenen Lösungsansatz, durch einen „alternativen Sanierungsträger“ besetzte Häuser unter Auflage eines regulären Instandsetzungsprogrammes in Koordination mit dem Bausenat zu legalisieren. Nach einigen internen Diskussionen gründete Netzwerk im März 1982 die Netzbau GmbH.
Die Brisanz der Unternehmung war hoch und führte zu erheblichen Spannung innerhalb des Senats und auch der regierenden CDU – Innensenator und Polizeiführung gefährdeten durch überraschende Räumungen bereits in Vertragsverhandlungen stehender Häuser den Konstituierungsprozess: Aus Protest löste eine Netzwerk-Vollversammlung Netzbau im Dezember 1982 wieder auf, doch kam es nach erneuten Gesprächen und einer Reorganisation Anfang 1983 zur Neugründung des von Netzwerk nun auch unabhängigen Sanierungsträgers Stattbau Stadtentwicklungsgesellschaft mbH (Eintrag im Handelsregister am 13. Juli 1983). Zum Grundkapital steuerten die Evangelische Kirche 30.000 DM über Spenden und Netzwerk 20.000 DM bei.

### Netzwerk im Blickpunkt
Im Zusammenhang des Konflikts um die Netzbau/Stattbau-Gründung kam es zur Veröffentlichung zahlreicher Meinungen und auch Daten zu Netzwerk in der Presse West-Berlins.
Während Rainer Papenfuß Netzwerk „strikte partei- und gruppenpolitische Unabhängigkeit“ zusprach, gab die Berliner Morgenpost den Polizeispiegel, Heft 4/81 wieder: „Wie aus eigenen Rundbriefen ersichtlich pumpt ‚Netzwerk‘ beträchtliche Summen in die Hausbesetzergruppen. ‚Netzwerk‘ übernehme auch den wesentlichen Teil des logistischen Zusammenhalts der Besetzerbewegung.“ Unter den „grauen Eminenzen“ wurden „Joseph Beuys, Freimut Duve, Robert Jungk und Rüdiger Lutz“ (vom „Club of Rome“) ermittelt, dazu Professor Helmut Gollwitzer, Pfarrer Heinrich Albertz, Dozenten der Freien Universität, die Anwälte Otto Schily und Christian Ströbele, auch Daniel Cohn-Bendit und Peter-Paul Zahl.
Rainer Papenfuß nannte Zahlen: Im März 1982 über 6.000 Mitglieder in Berlin, „bei Mitgliedsbeiträgen von durchschnittlich 15.– stehen bundesweit monatlich 70.000 bis 90.000.– zur Verfügung, insbesondere zur Projektunterstützung.“:

„Als unterstützenswert gelten Projekte, die eine demokratische Selbstverwaltung praktizieren, modellhaft alternative Lebens- und Arbeitsformen entwickeln, nicht auf individuellen Profit ausgerichtet sind, die bereit sind, mit gleichgerichteten Projekten zu kooperieren, personelle Kontinuität und organisatorische Funktionsfähigkeit versprechen, und in der Regel längerfristig die Chance bieten, sich selbst zu tragen.“

Stattbau als Sanierungsträger

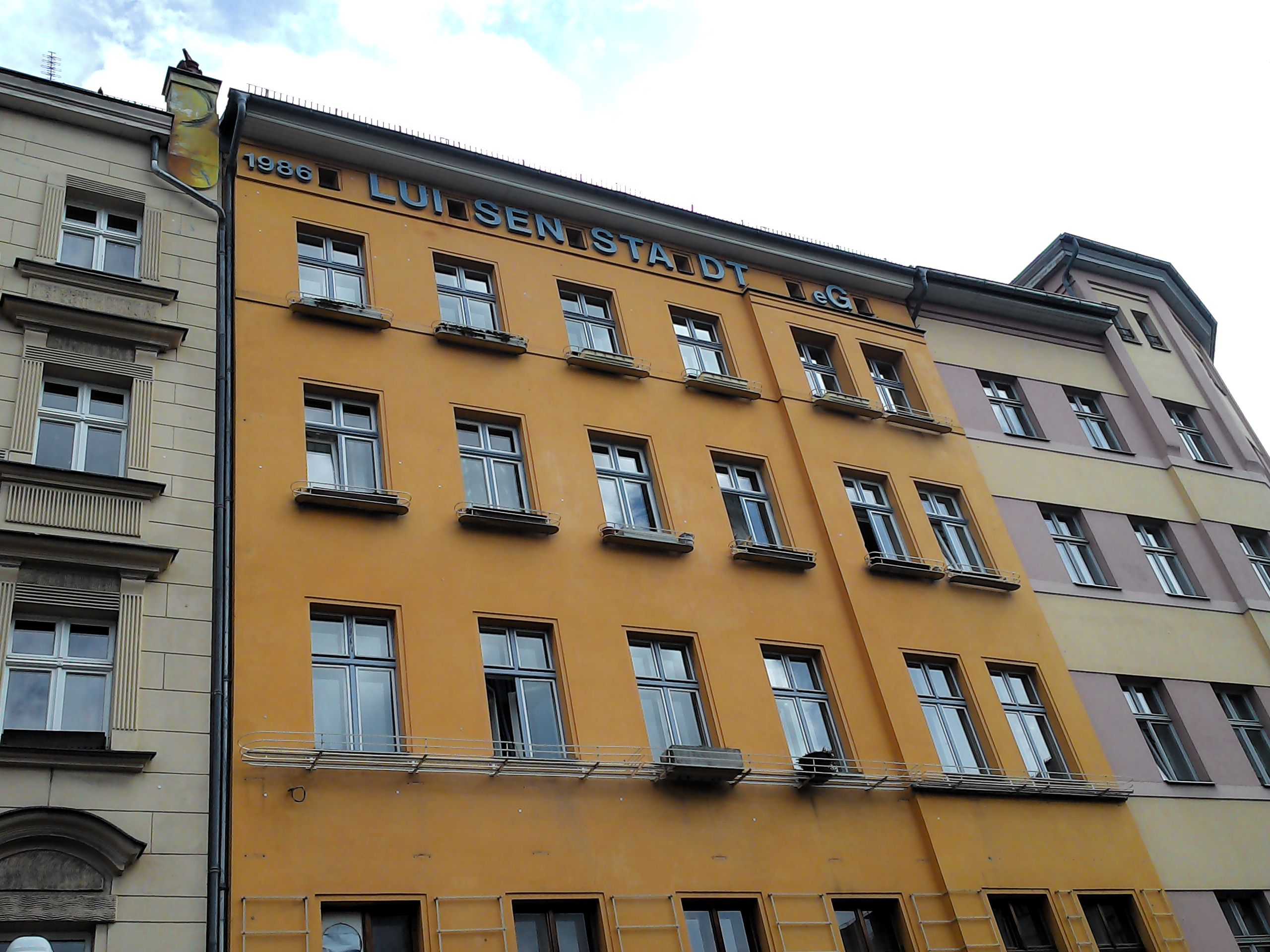
Sitz der Genossenschaft Luisenstadt am Heinrichplatz

Nachdem im August 1983 Bausenator Ulrich Rastemborski zurückgetreten war, löste der Vizepräsident des Abgeordnetenhauses, Klaus Franke, ihn im Amt ab. Am 5. September wurde der Stattbau-Sanierungsvertrag für 12 Häuser im Block 103 und dem Haus Oranienstraße 198 im Block 104 in Kreuzberg von Franke und dem Stattbau-Geschäftsführer Gert Behrens unterzeichnet. Die Häuser blieben den Besetzergruppen nach geregelten Verkaufsvorgängen erhalten, wurden von ihnen nach Fachanleitung saniert und gingen 1986 zumeist in den Besitz und die Verwaltung der von Stattbau gegründeten Selbstverwaltung Luisenstadt eG über. Der gesamte Prozess war 1990 abgeschlossen.
Mit den daraus gewonnenen Erfahrungen besonders in der Beteiligung von Bewohnern, wurde die nun mit erweiterten Aufgabenbereichen betraute Firma STATTBAU nach der Wiedervereinigung von West- und Ost-Berlin mit dem Konzept der im März 1983 vom Berliner Abgeordnetenhaus angenommenen Behutsamen Stadterneuerung zum führenden Sanierungsträger der maroden östlichen Stadtteile Friedrichshain und Prenzlauer Berg.

## Bundesweite Ausdehnung
In der Gründungsphase standen zumeist unmittelbare Zuschüsse an Projekte der Selbsthilfe und  Selbstverwaltung im Mittelpunkt. Hinzu kamen Vernetzungsaktivitäten zwischen den Projekten und auch Beratung über den Zugang zu staatlichen Finanzmitteln und anderen Förder"töpfen".
Nachdem immer häufiger Projekte aus Westdeutschland Anträge stellten, hat sich Netzwerk Selbsthilfe im Laufe der 1980er Jahre regionalisiert. Es entstanden u. a. eigenständige Netzwerkvereine in Bremen, München, Hamburg, Kiel (Schleswig-Holstein) und im Ruhrgebiet. Auch in der Schweiz wurde ein entsprechendes Netzwerk gegründet.
Der Hamburger Netzwerk e.V. wurde Mitbegründer eines alternativen Bauträgers für selbstorganisierte Wohnprojekte (Stattbau Hamburg GmbH), entsandte Delegierte zum Vergabeausschuss einer in der Hansestadt Hamburg ins Leben gerufenen Förderstiftung (Lawaetzstiftung). Er förderte die Gründung einer Genossenschaft zur Übernahme der Eigentümerfunktion in vormals besetzten Häusern und Wohnprojekten (Wohnungsbaugenossenschaft Schanze eG).
Da die Netzwerke soziale und alternative Erwerbsprojekte (Eigentragfähigkeit) förderte, wurde die Gemeinnützigkeit von verschiedenen Finanzämtern nicht anerkannt. Es entstand daher in Hamburg als gemeinnütziger Bildungsträger der Verein Bildungsnetzwerk für Selbstverwaltung und Ökologie e.V.
Mit der tendenziellen Institutionalisierung vieler Alternativ-Projekte und der zunehmend auch von staatlichen und öffentlichen Einrichtungen anerkannten bzw. ‚übernommenen‘ sozialen und kooperativen Kriterien, die ursprünglich Netzwerk für sich allein reklamieren konnte, lösten sich viele Netzwerk-Vereine wieder auf. Auch orientiert sich die Jugend heute an anderen Formen von Gründung (Start-up-Unternehmen und Crowdfunding). Ähnlich betrifft dies auch Geldgeber.

### Weitere Unterstützungen
Netzwerk hat für das SO36, einen legendären Veranstaltungsort in Berlin-Kreuzberg, bei einer akuten finanziell bedingten Gefährdung gebürgt; 1981 erhielt der Gegenlicht Super8-Filmverleih einen Zuschuss und 1984 erhielt die Ökobank die Initialzündung durch eine Anschubfinanzierung von Netzwerk. Zudem wurde 1997 der Kreuzberger Tauschring entscheidend von Netzwerk mitinitiiert.
Später wurden auch politische Kampagnen und Initiativen unterstützt, „hierzu zählte die Kampagne zum Volkszählungsboykott (1987), die Kampagne gegen die Tagung des Internationalen Währungsfonds in Berlin (1988) und die Kampagne gegen eine Explosion der Gewerbemieten (1991) sowie die Initiative zur Gründung des Kreuzberger Tauschrings (1997), die Gründung der ‚Initiative Anders Arbeiten oder gar nicht‘ (2000), die ersten Gehversuche des Internetportals Indymedia Deutschland (2001), die Kampagne für die Opfer von rassistisch motivierter Polizeigewalt (KOP) (2002) die Etablierung des Netzwerk Grundeinkommens (2004) und Starthilfe für das NETZ Kompetenzzentrum für Selbstverwaltung und Kooperation Berlin-Brandenburg eG (2006) und die Linken Buchtage (seit 2005)“.

## Gegenwart
Nach dieser Hochphase der bundesweiten Verbreitung in den 1980er Jahren gibt es heute in Deutschland noch drei Vereine, die unter gleichem oder ähnlichen Namen denselben Zweck verfolgen. Von Anfang an sollten auch kompetente Berater vermittelt werden. Zudem publizierte der Verein zahlreiche Ratgeber.
Derzeit vergibt die Netzwerk Selbsthilfe Berlin-Brandenburg jährlich etwa 40.000 Euro.